# ソラ (ゲーム会社)
有限会社ソラは、ゲームソフトウェアの開発を行う日本の企業。かつて関連会社であった株式会社プロジェクトソラについても記述している。

## 概要
『星のカービィシリーズ』、『大乱闘スマッシュブラザーズシリーズ』を手がけた桜井政博が『大乱闘スマッシュブラザーズX』のオファーを受諾した際、様々な事情から任天堂社内での開発より新しいオフィスを立ち上げたほうが良いと判断し、ゲームアーツからの人材協力のもと、『スマブラX』の制作および他の会社と契約するために設立された。任天堂の宮本茂の紹介により、ゲームアーツの参与が実現した。
2008年までは多数のスタッフが在籍したが、そのほとんどは『スマブラX』開発のための契約社員だった。正規スタッフは2名で、『週刊ファミ通』のコラム『桜井政博のゲームについて思うこと』と、同コラムをまとめた著書『-DX（単行本3巻）』から、桜井とそのアシスタントであると判断できる。『スマブラX』の開発終了後、桜井の活動先がプロジェクトソラへ移行した現在の活動状況などは不明。ただ、『スマブラX』へ参加した音楽家打ち上げ回のコラムにて、ゲーム作曲者同士の連絡ツールとして活動したい旨を述べている。なお、桜井とアシスタントは2008年6月に結婚している。
『週刊ファミ通』の付録「ゲームメーカー年鑑2007」によると、社名は「空のように自由であること」が由来。「桜井政博がフリーで働くための会社なので、ほかのメーカーとはちょっと異なるかもしれません（期待しないでください……）。どこかのチームとジョイントしたり、役割を柔軟に変えたりしながら、表に裏に活動していきます」とコメントしている。
桜井の保有するYouTubeチャンネル「桜井政博のゲーム作るには」内で、ソラの企業形態について語っている。これによればこの動画公開時点でのソラは以下のような形態を取っている。
- ソラは桜井が独立後、単独で他社との契約を行うために設立されたものであり、社員は基本的に桜井のみ。一人だけとはいえ、扱いは法人。株をやりとりするつもりはないので株式会社にする予定はない。社員募集もしていない。
  - こうした形にしたのは、社員を募り組織としての会社を立ち上げると、経営面に忙殺され自身がゲーム制作に携われなくなることを憂慮した結果である。
- 他社でゲーム制作を行うことが決定すると契約社員のような扱いになり、その企業へ一般社員同様に勤務する。
- 制作する企業が決まったら、完成まではそのタイトルの制作に専念し、その間他とは基本的に契約を行わない。
- 制作したゲームが完成し、最初の売上が出るまで報酬を貰わない契約を結ぶことが多い。ゲームは発売されることで初めて利益が出るため、毎月開発費をスタッフに支払う必要があるゲームメーカー側の負担を削減し、「（メーカー側の）リスクを共有して請け負うため」としている。
  - このため、制作途中でプロジェクト自体が中止・頓挫した場合、桜井への報酬はゼロとなる。

桜井はこうした方針がいつまで続くかはわからないとしつつも、「単独でブラブラしているのも面白い」「このいい加減なポジションを結構気に入っている」とコメントしている。

## プロジェクトソラ
株式会社プロジェクトソラ（英: Project Sora Co., Ltd.）は、ゲームソフトウェアの開発を行う日本の企業。

### 概要
2009年2月18日、『大乱闘スマッシュブラザーズX』に引き続き、契約社員による開発体系で「『スマブラ』ではないゲームを製作する特殊なプロジェクト」を進める会社として任天堂とソラが共同で設立。また、契約社員の募集が発表された（募集は2010年2月まで）。5月11日、プロジェクトソラが実際の活動を開始。プロジェクトソラの発表前、『ニンテンドードリーム』2009年2月号にて実施されたクリエイターの新年メッセージとして、桜井は2009年の抱負に「伏せ」と書かれた色紙を贈っており、このことを示唆していたと思われる。
先述のとおり開発スタッフは『スマブラX』同様に契約社員であり、企業契約と個人契約の両パターンで参加するスタッフの混成である（ゲームアーツの関与は不明）。ソラにおける『スマブラX』の開発参加者も一部はプロジェクトソラへ合流している。
創立当時は極秘とされたが、プロジェクトソラとは任天堂の次世代ハード（のちのニンテンドー3DS）用タイトル開発のために立ち上げたものだった。創立当時から2作目以降のゲーム制作を視野に入れており、1作目で得た3DSのノウハウを活かし『大乱闘スマッシュブラザーズシリーズ』の新作を開発する計画だった。
同年6月、「E3」にて3DS用タイトルのために立ち上げたことを明かし、あわせて開発タイトル『新・光神話 パルテナの鏡』が発表された。2011年、『新・パルテナ』の完成の目処が立った際に、任天堂の岩田聡から3DSと共に開発中だった新たな次世代ハードであるWii Uを紹介される。どちらのハードで『スマブラ』開発に着手するかを問われた桜井は、3DSとWii Uの双方で並行開発して両タイトルを連動させる構想を提案していた。その後、『スマブラ』の新作はバンダイナムコゲームスとバンダイナムコスタジオのスタッフをメインに開発中（桜井が企画・ディレクション）だと発表された。2012年6月30日、プロジェクトソラが解散。7月30日、プロジェクトソラの公式ホームページが閉鎖。
桜井は『大乱闘スマッシュブラザーズ for Nintendo 3DS / Wii U』発売時のインタビューにて「『新・光神話 パルテナの鏡』の制作の際に色々な所から人材を集めたが問題点もあった」とし、「桜井自身が人事や面接を行わなければならないこと」、「集まった人たちは各々やり方が違っておりまとまりにくかった」ことを反省点として挙げている。